# Rosenkampff (Adelsgeschlecht)

Wappen derer von Rosenkampff

Rosenkampff ist ein deutsch-baltisches Adelsgeschlecht, das stammverwandt mit den Adelsgeschlechtern Rehekampff (Riesenkampff genannt Rehekampff) bzw. Riesenkampf ist.
Das Geschlecht war bei der Livländischen Ritterschaft eingetragen.

## Familie
Assessor Reinhold Johann von Rosenkampff (* um 1705, † um 1784), Herr auf Kersel, Jegel, Arras und Kudding ⚭ Juliana Charlotta von Anrep
- Kaspar Heinrich von Rosenkampff ⚭ 1758 Juliana Katharina von Hagemeister (1742–1805)
  - Charlotta Katharina von Rosenkampff (* 1763) ⚭ Otto Georg von Ungern-Sternberg (* 1763), russischer Major
  - Gustav Adolph von Rosenkampff (1764–1832), russischer Staatsrat, Landespolitiker, finnischer Freiherr 1812
  - Dorothea Anna Christina von Rosenkampff ⚭ Gustav Adolf von Clodt, Major
  - Kaspar Heinrich von Rosenkampff (1764–1818), Major und Kollegienrat ⚭ Anna Karolina Louise von Ceumern (1768–1810)
    - Karl von Rosenkampff (1793–1846), Kanalbauingenier, russischer Generalmajor und finnischer Freiherr 1812